# Portia africana
Portia africana là một loài nhện trong họ Salticidae.
Loài này thuộc chi Portia. Portia africana được Eugène Simon miêu tả năm 1886.

## Hình ảnh

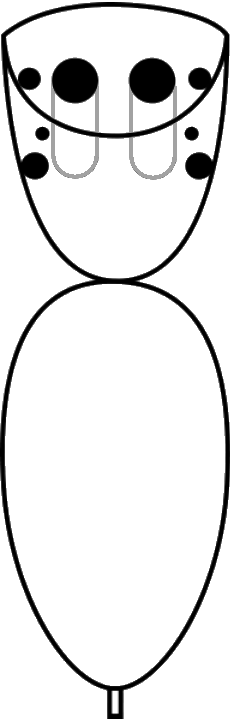
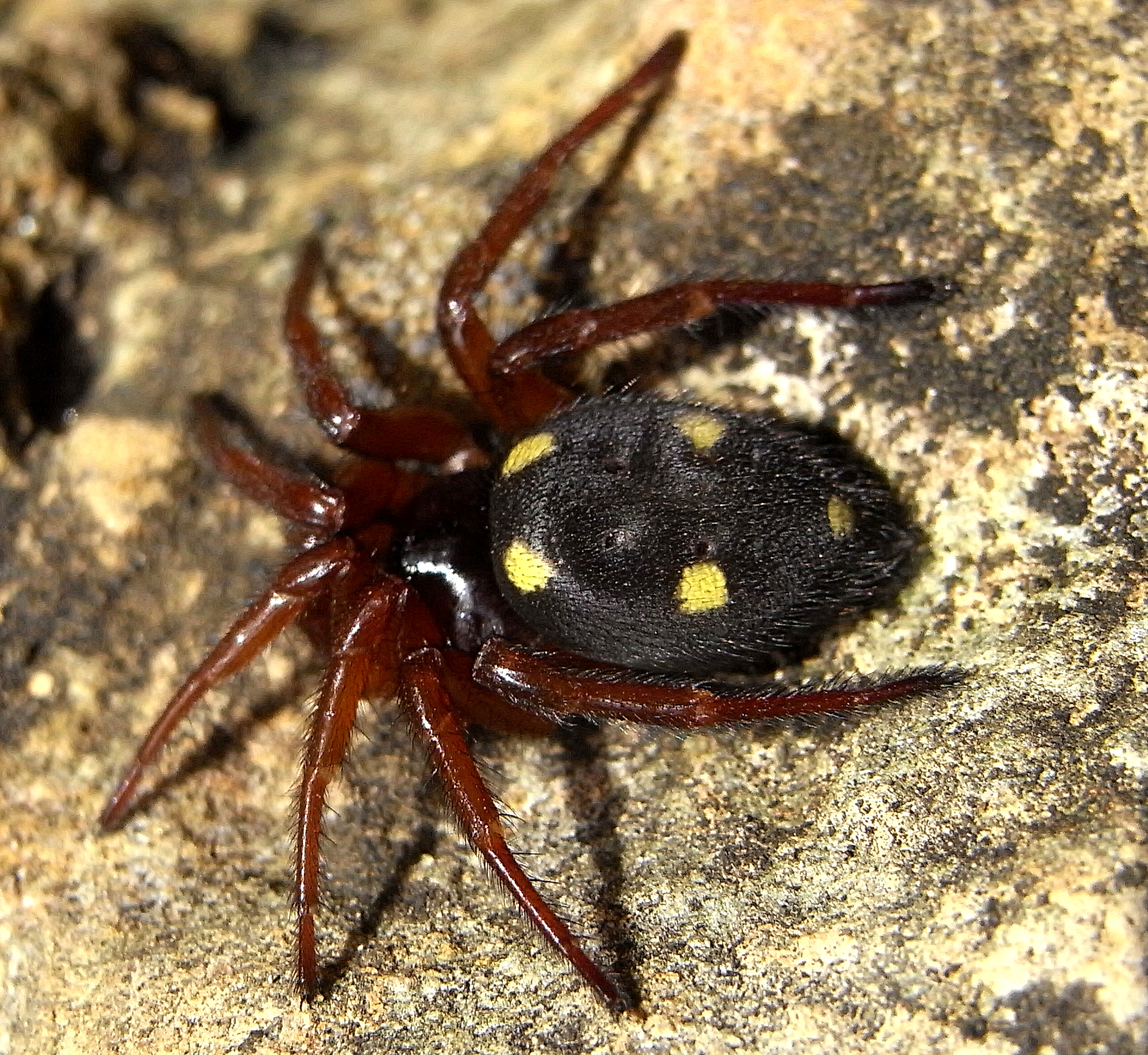
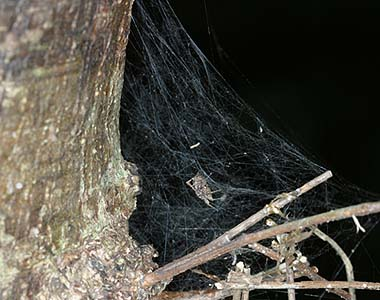